# Park Narodowy Bosencheve
Park Narodowy Bosencheve (hiszp. Parque nacional Bosencheve) – park narodowy w południowym Meksyku, w stanach Meksyk (stan) i Michoacán. Został utworzony 1 sierpnia 1940 roku i zajmuje obszar 146 km². W 2008 roku został zakwalifikowany przez BirdLife International jako ostoja ptaków IBA.

## Opis
Park obejmuje fragment Kordyliery Wulkanicznej na wysokościach od 2480 do 3240 m n.p.m. Znajdują się tu dwa jeziora: Laguna Verde i Laguna Seca oraz kilka strumieni takich jak np.: El Jaral, Ojo de Agua, Pundereje i El Cardaro. Większość parku pokrywają lasy. 
Średnia roczna temperatura w parku wynosi +12,3 °C, a średnie roczne opady 971,4 mm.

## Flora i fauna
Rośliny występujące w parku to m.in.: Clethra hartwegii, Senecio stoechadiformis. Agave coetocapnia, Abies religiosa, sosna Montezumy i Quercus rugosa.
Ptaki tu żyjące to narażony na wyginięcie (VU) cierniosternik czarny, a także m.in.: czubotyranka meksykańska, krogulec czarnołbisty, krogulec zmienny, przedrzeźniacz błękitny, malachicik ametystowy, dzięcioł brunatny, drzewiarz białogardły, strzyż jarzębaty, strzyż dębowy, myszołów rdzawosterny, klarnetnik brązowoskrzydły, strojnogłowik prążkowany, zaroślak żółtobrzuchy, rudaczek szarouchy, pąsówka białoucha, piranga czerwonogłowa, drozdek rdzawy, przepiór czarnogardły, drozdek aztecki, kacyk czarnogrzbiety i meksykanek.
Gady i płazy to m.in.: Eleutherodactylus hobartsmithi i Tantilla bocourti.
Z ssaków żyje tu m.in. żółtobarczyk wyżynny.
Park znajduje się na trasie migracji motyla Danaus plexippus.